# Tom Boyd
Thomas „Tom“ Boyd (* 24. November 1965 in Glasgow) ist ein ehemaliger schottischer Fußballspieler.

## Karriere
Der Abwehrspieler nahm als schottischer Nationalspieler bei der EM 1992, EM 1996 und bei der Weltmeisterschaft 1998 in Frankreich teil. Tom Boyd schoss bei der WM 98 im Vorrunden-Spiel gegen Brasilien ein Eigentor, welches zum 2:1-Sieg für die Brasilianer geführt hat.
Insgesamt hat Boyd 72 Länderspiele für Schottland absolviert.
Er ist seit 2003 nicht mehr aktiv.

## Erfolge
- Schottischer Meister: 1998, 2001, 2002
- Schottischer Pokalsieger: 1995, 2001
- Schottischer Ligapokalsieger: 2000, 2001

| Personendaten    | Personendaten                  |
| ---------------- | ------------------------------ |
| NAME             | Boyd, Tom                      |
| ALTERNATIVNAMEN  | Boyd, Thomas (wirklicher Name) |
| KURZBESCHREIBUNG | schottischer Fußballspieler    |
| GEBURTSDATUM     | 24. November 1965              |
| GEBURTSORT       | Glasgow, Schottland            |